# 琴電琴平車站
34°11′27.22″N 133°49′09.26″E / 34.1908944°N 133.8192389°E
琴電琴平站（日语：／ Kotoden-Kotohira */?）是位於日本香川縣琴平町，由高松琴平電氣鐵道 所經營的鐵路車站，也是琴平線的終點站。

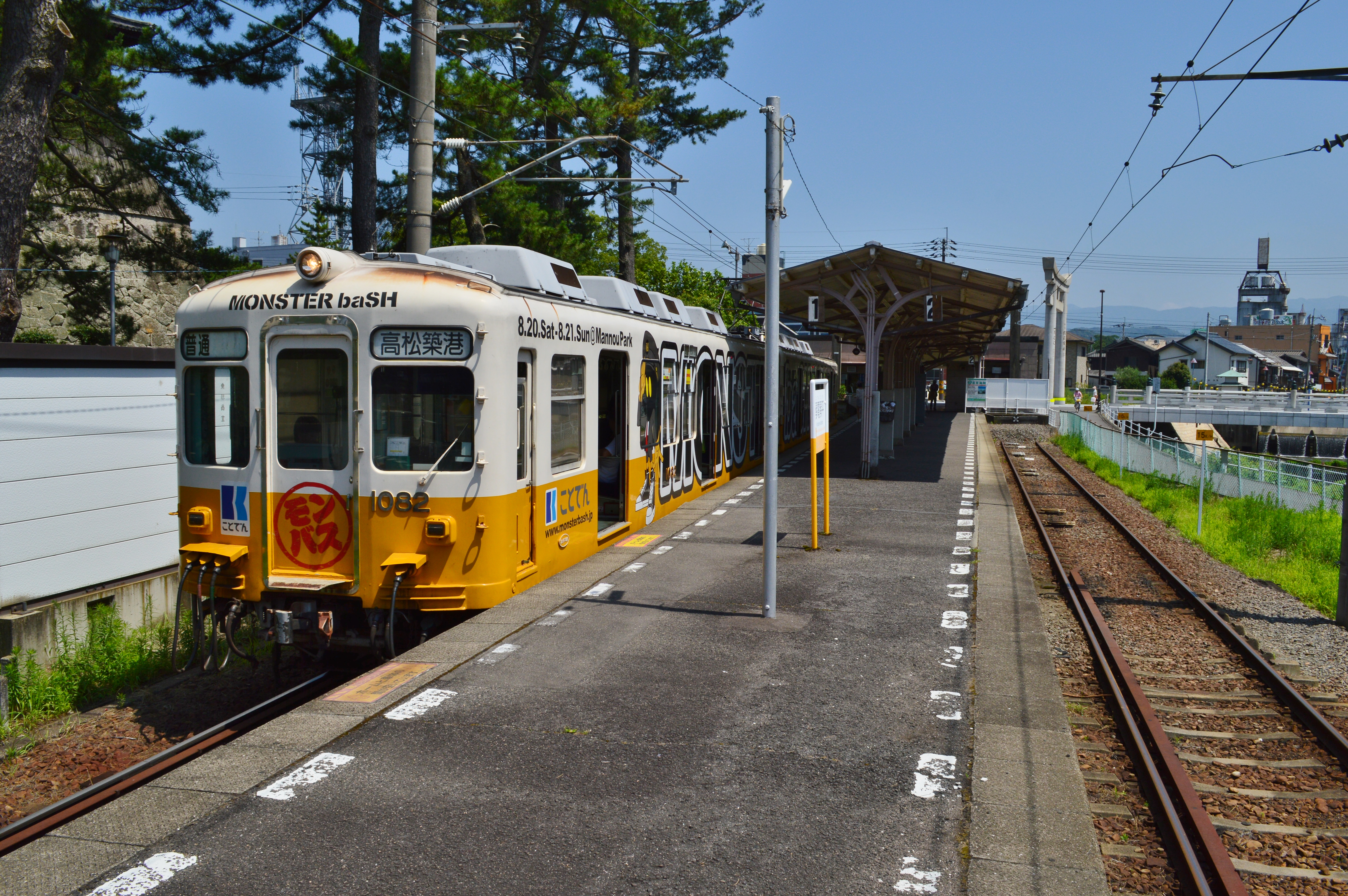
月台（2016年7月）

## 歷史
1927年3月15日琴平電鐵的鐵路路線從瀧宮車站延伸至琴平，琴電琴平車站開始營運。最初的車站為兩層樓建築，二樓作為餐廳，現在的站舍則是在1988年改建的。1943年琴平電鐵與周邊鐵路公司合併為高松琴平電氣鐵道，車站也隨之改隸屬新公司。

## 車站結構

### 月台
| 1 | ■琴平線 | 榎井、瓦町、高松築港方向 |
| 2 | ■琴平線 | 榎井、瓦町、高松築港方向 |

## 使用狀況
| 1日上落人數推斷 | 1日上落人數推斷 |
| 年度            | 1日平均人數     |
| --------------- | --------------- |
| 2011            | 1,251           |
| 2012            | 1,266           |
| 2013            | 1,354           |
| 2014            | 1,441           |
| 2015            | 1,447           |
| 2016            | 1,477           |
| 2017            | 1,461           |
| 2018            | 1,428           |
| 2019            | 1,461           |
| 2020            | 906             |
| 2021            | 906             |
| 2022            | 1,143           |

## 周邊
- 琴平車站：四国旅客鐵道（JR四国）土讃線的車站，與琴電琴平車站距離僅約200公尺；但兩車站沒有共構、共站，且JR四國使用1067mm窄軌，與琴平線使用的1435mm標準軌不同，雙方列車無法直通運行，乘客須站外轉乘。
- 金刀比羅宮
- 琴平郵便局（日语：琴平郵便局）：原址過去為琴平急行電鐵線琴急琴平車站。
- 琴平溫泉琴參閣：原址過去為琴平參宮電鐵（日语：琴平参宮電鉄）琴參琴平車站。

## 外部連結
- 高松琴平電氣鐵道琴電琴平站資訊。 （页面存档备份，存于）（日語）